# 乙酰丁香酮
乙酰丁香酮（英語：Acetosyringone，也称为丁香乙酮）是一种植物产生的天然酚类化合物，分子式C10H12O4，带有苯乙酮和丁香酚的结构，与木脂素有关，涉及植物-病原体识别。